# バージニア・ロバーツ・ジュフリー
バージニア・ジュフリー（Virginia Giuffre、出生名: バージニア・ロバーツ、1983年8月 - 2025年4月25日）は、アメリカ合衆国、オーストラリアの女性。サクラメント出身。ジェフリー・エプスタインが運営していた未成年者性的人身売買組織による最も著名な被害者の一人。2019年11月にBBCに出演し、自身が未成年者であった時にエプスタインを介してイギリス王室のアンドルー王子に3回にわたって性行為を強制されたとイギリス国民に広く訴え、アンドルー王子に肩書を返上するよう呼びかけた。その後、王子は2019年11月20日に公務を停止し、王子が関係していた組織や慈善団体は多くが彼との関係を解消した。

## 告発
ジュフリーは、エプスタインによって自身が16歳の時から少なくとも6回にわたって、弁護士かつハーバード大学の法律家であるアラン・ダーショウィッツに性的人身売買されたと主張している。また、2001年の自身が17歳だった時に、ロンドンでヨーク公アンドルー王子に少なくとも3回人身売買されたと述べた。彼女の主張によると、ジュフリーはエプスタインとギレーヌ・マクスウェルによってロンドンの「Tramp night club」に連れていかれ、そこでアンドルー王子と一緒に踊った。その夜、ベルグレイヴィアにあるマクスウェルの家で、アンドルー王子とセックスしたという。
2025年4月25日の夜、西オーストラリア州のニアガッビーの家で死去したのを発見された。同日に自殺したとみられる。